# Yahuo
Yahuo (kinesiska: 亚火, 亚火乡) är en socken i Kina. Den ligger i provinsen Sichuan, i den sydvästra delen av landet, omkring 380 kilometer väster om provinshuvudstaden Chengdu. Antalet invånare är 1377. Befolkningen består av 698 kvinnor och 679 män. Barn under 15 år utgör 27,0 %, vuxna 15-64 år 67 %, och äldre över 65 år 5,0 %.
Genomsnittlig årsnederbörd är 888 millimeter. Den regnigaste månaden är juli, med i genomsnitt 204 mm nederbörd, och den torraste är november, med 2 mm nederbörd.